# ら
En la escritura japonesa, los caracteres silábicos (o, con más propiedad, moraicos) ら (hiragana) y ラ (katakana) ocupan el 39.º lugar en el sistema moderno de ordenación alfabética gojūon (五十音), entre よ y り; y el 22º en el poema iroha, entre な y む. En la tabla a la derecha, que sigue el orden gojūon (por columnas, y de derecha a izquierda), se encuentra en la novena columna (a la que da nombre, ら行, "columna RA") y la primera fila (あ段, "fila A").
Tanto ら como ラ provienen del kanji 良.

## Romanización
Según los sistemas de romanización Hepburn, Kunrei-shiki y Nihon-shiki, ら, ラ se romanizan como "ra".

## Escritura
| Escritura de ら | Escritura de ラ |

El carácter ら se escribe con dos trazos:
1. Trazo corto que se parece a una línea diagonal hacia abajo a la derecha que se tuerce a la izquierda formando un pico.
2. Trazo compuesto de una línea vertical hacia abajo y un arco de circunferencia de unos 300° en el sentido de las agujas del reloj.

No se debe confundir con ち.
El carácter ラ se escribe con dos trazos:
1. Trazo horizontal.
2. Trazo compuesto por una línea horizontal y una curva que va hacia abajo a la izquierda, parecido al carácter フ.

## Otras representaciones
- Sistema Braille:
| ●－ －－ |
- Alfabeto fonético: 「ラジオのラ」 ("el ra de rajio", donde rajio es el extranjerismo radio con el significado de medio de comunicación)
- Código Morse: ・・・

- Datos: Q40789
- Multimedia: ら / Q40789